# Kościół św. Antoniego Padewskiego w Mińsku
Kościół św. Antoniego Padewskiego (biał. Касцёл Св. Антонія) – kościół katolicki w Mińsku znajdujący się przy ul. Jesienina na osiedlu Malinówka, w pobliżu cmentarza Dworzyszcze.

## Historia
Budowę kościoła rozpoczęto w 2012 r. Pozwolenie na budowę wydano 10 września 2013 r. 5 maja 2019 r. odprawiono pierwszą Mszę Świętą. Budowę przeprowadzono z datków wiernych. W budynku dominują elementy neogotyckie, w tym dzwonnica nad wejściem głównym oraz ostrołukowe okna zdobiące boczną fasadę.